# Wereldkampioenschappen mountainbike 2020
De Wereldkampioenschappen mountainbike 2020 werden van 7 tot en met 11 oktober gehouden in het Oostenrijkse Leogang voor de onderdelen cross-country en downhill. De eliminator werd verreden op 25 oktober in het Belgische Leuven en de marathon op dezelfde dag in het Turkse Sakarya.
Oorspronkelijk zouden de cross-country onderdelen plaatsvinden in het Duitse Albstadt van 25 tot en met 28 juni, maar vanwege de coronapandemie werden deze uitgesteld en verplaats naar Leogang, waar de downhill al op de kalender stond.

## Programma
| Datum               | Categorie                                      |
| Leogang             | Leogang                                        |
| ------------------- | ---------------------------------------------- |
| woensdag 7 oktober  | Cross-country, gemengde teamrelay              |
| woensdag 7 oktober  | Cross-country, elektrisch ondersteund, mannen  |
| woensdag 7 oktober  | Cross-country, elektrisch ondersteund, vrouwen |
| donderdag 8 oktober | Cross-country, junior mannen                   |
| donderdag 8 oktober | Cross-country, junior vrouwen                  |
| vrijdag 9 oktober   | Cross-country, beloften mannen                 |
| zaterdag 10 oktober | Cross-country, beloften vrouwen                |
| zaterdag 10 oktober | Cross-country, elite vrouwen                   |
| zaterdag 10 oktober | Cross-country, elite mannen                    |
| zondag 11 oktober   | Downhill, junioren                             |
| zondag 11 oktober   | Downhill, elite vrouwen                        |
| zondag 11 oktober   | Downhill, elite mannen                         |
| Leuven              |                                                |
| zondag 25 oktober   | Eliminator, mannen                             |
| zondag 25 oktober   | Eliminator, vrouwen                            |
| Sakarya             |                                                |
| zondag 25 oktober   | Marathon, mannen                               |
| zondag 25 oktober   | Marathon, vrouwen                              |

## Cross-country

### Mannen

#### Elite
| №                 | Naam                | Land        | Tijd     |
| ----------------- | ------------------- | ----------- | -------- |
| Goud              | Jordan Sarrou       | Frankrijk   | 1u25'37" |
| Zilver            | Mathias Flückiger   | Zwitserland | + 45"    |
| Brons             | Titouan Carod       | Frankrijk   | + 55"    |
| 4e                | Luca Braidot        | Italië      | + 1'23"  |
| 5e                | Ondřej Cink         | Tsjechië    | + 1'37"  |
| 23e               | Milan Vader         | Nederland   | + 4'27"  |
| 31e               | Pierre De Froidmont | België      | + 6'26"  |
| Volledige uitslag |                     |             |          |

#### Beloften
| №                 | Naam                | Land                | Tijd      |
| ----------------- | ------------------- | ------------------- | --------- |
| Goud              | Tom Pidcock         | Verenigd Koninkrijk | 1u08'15"  |
| Zilver            | Christopher Blevins | Verenigde Staten    | + 1'52"   |
| Brons             | Joel Roth           | Zwitserland         | + 3'05"   |
| 4e                | Simone Avondetto    | Italië              | + 3'21"   |
| 5e                | Sean Fincham        | Canada              | + 6'46"   |
| 31e               | Mick van Dijke      | Nederland           | + 1 ronde |
| 34e               | Łukasz Malezsewski  | België              | + 1 ronde |
| 37e               | Ian Schumacher      | Nederland           | + 1 ronde |
| 56e               | Sam de Nijs         | Nederland           | + 2 ronde |
| Volledige uitslag |                     |                     |           |

#### Junioren
| №                 | Naam                   | Land             | Tijd      |
| ----------------- | ---------------------- | ---------------- | --------- |
| Goud              | Lennart-Jan Krayer     | Duitsland        | 1u16'39"  |
| Zilver            | Janis Baumann          | Zwitserland      | + 40"     |
| Brons             | Luca Martin            | Frankrijk        | + 1'24"   |
| 4e                | Riley Amos             | Verenigde Staten | + 1'26"   |
| 5e                | Oliver Vederso Solvhoj | Denemarken       | + 4'28"   |
| 17e               | Chris van Dijk         | Nederland        | + 8'26"   |
| 39e               | Jarne Vandersteen      | België           | + 15'17"  |
| 51e               | Tom Schellekens        | Nederland        | + 1 ronde |
| 56e               | Frits Biesterbos       | Nederland        | + 1 ronde |
| Volledige uitslag |                        |                  |           |

### Vrouwen

#### Elite
| №                 | Naam                   | Land                | Tijd      |
| ----------------- | ---------------------- | ------------------- | --------- |
| Goud              | Pauline Ferrand-Prévot | Frankrijk           | 1u27'33"  |
| Zilver            | Eva Lechner            | Italië              | + 3'01"   |
| Brons             | Rebecca McConnell      | Australië           | z.t.      |
| 4e                | Sina Frei              | Zwitserland         | + 3'46"   |
| 5e                | Isla Short             | Verenigd Koninkrijk | + 4'17"   |
| 21e               | Anne Tauber            | Nederland           | + 10'35"  |
| 25e               | Githa Michiels         | België              | + 12'14"  |
| 36e               | Sophie von Berswordt   | Nederland           | + 1 ronde |
| DNF               | Anne Terpstra          | Nederland           |           |
| Volledige uitslag |                        |                     |           |

#### Beloften
| №                 | Naam                       | Land             | Tijd     |
| ----------------- | -------------------------- | ---------------- | -------- |
| Goud              | Loana Lecomte              | Frankrijk        | 1u13'34" |
| Zilver            | Kata Blanka Vas            | Hongarije        | + 1'11"  |
| Brons             | Ceylin del Carmen Alvarado | Nederland        | + 2'42"  |
| 4e                | Haley Batten               | Verenigde Staten | + 3'38"  |
| 5e                | Noëlle Buri                | Zwitserland      | + 5'32"  |
| 7e                | Emeline Detilleux          | België           | + 6'00"  |
| Volledige uitslag |                            |                  |          |

#### Junioren
| №                 | Naam               | Land       | Tijd     |
| ----------------- | ------------------ | ---------- | -------- |
| Goud              | Mona Mitterwallner | Oostenrijk | 1u15'55" |
| Zilver            | Luisa Daubermann   | Duitsland  | + 1'56"  |
| Brons             | Aneta Novotna      | Tsjechië   | + 2'36"  |
| 4e                | Olivia Onesti      | Frankrijk  | + 4'27"  |
| 5e                | Line Burquier      | Frankrijk  | + 5'53"  |
| 10e               | Fem van Empel      | Nederland  | + 8'37"  |
| 11e               | Puck Pieterse      | Nederland  | + 8'50"  |
| Volledige uitslag |                    |            |          |

### Elektrisch ondersteund

#### Mannen
| №                 | Naam                  | Land                | Tijd     |
| ----------------- | --------------------- | ------------------- | -------- |
| Goud              | Tom Pidcock           | Verenigd Koninkrijk | 1u01'41" |
| Zilver            | Jérôme Gilloux        | Frankrijk           | + 35"    |
| Brons             | Simon Andreassen      | Denemarken          | + 35"    |
| 4e                | Martino Fruet         | Italië              | + 1'21"  |
| 5e                | Joris Ryf             | Zwitserland         | + 2'49"  |
| 7e                | Jeroen van Eck        | Nederland           | + 4'13"  |
| 18e               | Kjell van den Boogert | Nederland           | + 9'31"  |
| 19e               | Sven Nys              | België              | + 9'55"  |
| Volledige uitslag |                       |                     |          |

#### Vrouwen
| №                 | Naam                | Land        | Tijd    |
| ----------------- | ------------------- | ----------- | ------- |
| Goud              | Mélanie Pugin       | Frankrijk   | 56'33"  |
| Zilver            | Kathrin Stirnemann  | Zwitserland | + 1'15" |
| Brons             | Nathalie Schneitter | Zwitserland | + 1'15" |
| 4e                | Sofia Wiedenroth    | Duitsland   | + 4'04" |
| 5e                | Maghalie Rochette   | Canada      | + 4'28" |
| Volledige uitslag |                     |             |         |

### Gemengde aflossing
| №                 | Land        | Renners                                                                              | Tijd     |
| ----------------- | ----------- | ------------------------------------------------------------------------------------ | -------- |
| Goud              | Frankrijk   | Mathis Azzaro Luca Martin Loana Lecomte Léna Gérault Olivia Onesti Jordan Sarrou     | 1u27'34" |
| Zilver            | Italië      | Luca Braidot Eva Lechner Filippo Agostinacchio Nicole Pesse Marika Tovo Juri Zanotti |          |
| Brons             | Zwitserland | Luke Wiedmann Thomas Litscher Sina Frei Noëlle Buri Elisa Alvarez Alexandre Balmer   |          |
| Volledige uitslag |             |                                                                                      |          |

## Downhill

### Mannen

#### Elite
| №                 | Naam             | Land                | Tijd      |
| ----------------- | ---------------- | ------------------- | --------- |
| Goud              | Reece Wilson     | Verenigd Koninkrijk | 3'51".243 |
| Zilver            | David Trummer    | Oostenrijk          | + 3".197  |
| Brons             | Remi Thirion     | Frankrijk           | + 5".953  |
| 4e                | Mark Wallace     | Canada              | + 6".655  |
| 5e                | Bernard Kerr     | Verenigd Koninkrijk | + 7".203  |
| 38e               | Tristan Botteram | Nederland           | + 33".345 |
| Volledige uitslag |                  |                     |           |

#### Junioren
| №                 | Naam              | Land                | Tijd      |
| ----------------- | ----------------- | ------------------- | --------- |
| Goud              | Oisin O'Callaghan | Ierland             | 4'02".142 |
| Zilver            | Daniel Slack      | Verenigd Koninkrijk | + 2".141  |
| Brons             | James Elliott     | Verenigd Koninkrijk | + 10".705 |
| 4e                | Dennis Luffman    | Verenigd Koninkrijk | + 10".714 |
| 5e                | Luke Mumford      | Verenigd Koninkrijk | + 13".580 |
| Volledige uitslag |                   |                     |           |

### Vrouwen

#### Elite
| №                 | Naam             | Land                | Tijd      |
| ----------------- | ---------------- | ------------------- | --------- |
| Goud              | Camille Balanche | Zwitserland         | 5'08".426 |
| Zilver            | Myriam Nicole    | Frankrijk           | + 3".130  |
| Brons             | Monika Hrastinik | Slovenië            | + 16".966 |
| 4e                | Tracey Hannah    | Australië           | + 20".012 |
| 5e                | Mikayla Parton   | Verenigd Koninkrijk | + 23".164 |
| Volledige uitslag |                  |                     |           |

#### Junioren
| №                 | Naam                 | Land             | Tijd        |
| ----------------- | -------------------- | ---------------- | ----------- |
| Goud              | Lauryne Chappaz      | Frankrijk        | 5'41".502   |
| Zilver            | Sophie Gutohrle      | Oostenrijk       | + 46".809   |
| Brons             | Leona Pierrini       | Frankrijk        | + 53".812   |
| 4e                | Aina Gonzalez Grimau | Spanje           | + 1'05".086 |
| 5e                | Ella Erickson        | Verenigde Staten | + 2'01".558 |
| 7e                | Siel Van der Velden  | België           | + 3'38".275 |
| Volledige uitslag |                      |                  |             |

## Eliminator
Deze onderdelen vonden plaats op 25 oktober in het Belgische Leuven.

### Mannen
| №                            | Naam                  | Land      |
| ---------------------------- | --------------------- | --------- |
| Goud                         | Titouan Perrin-Ganier | Frankrijk |
| Zilver                       | Simon Gegenheimer     | Duitsland |
| Brons                        | Anton Olstam          | Zweden    |
| 4e                           | Lorenzo Serres        | Frankrijk |
| 5e                           | Mathis Azzaro         | Frankrijk |
| 6e                           | Jay Bytebier          | België    |
| 9e                           | Jeroen van Eck        | Nederland |
| 10e                          | Fabrice Mels          | België    |
| 11e                          | Arne Janssens         | België    |
| 13e                          | Twan van Gendt        | Nederland |
| 19e                          | Bart van Bemmelen     | Nederland |
| 21e                          | Justin Kimmann        | Nederland |
| Volledige uitslag[dode link] |                       |           |

### Vrouwen
| №                 | Naam                | Land      |
| ----------------- | ------------------- | --------- |
| Goud              | Isaure Medde        | Frankrijk |
| Zilver            | Gaia Tormena        | Italië    |
| Brons             | Fem van Empel       | Nederland |
| 4e                | Didi de Vries       | Nederland |
| 5e                | Margaux Borrelly    | Frankrijk |
| 8e                | Anne Terpstra       | Nederland |
| 11e               | Chimene Muriel Boer | Nederland |
| 12e               | Sara Michielsens    | België    |
| Volledige uitslag |                     |           |

## Marathon
Deze onderdelen vonden plaats op 25 oktober in het Turkse Sakarya.

### Mannen
| №                 | Naam                 | Land      | Tijd     |
| ----------------- | -------------------- | --------- | -------- |
| Goud              | Héctor Paez          | Colombia  | 4u19'56" |
| Zilver            | Tiago Ferreira       | Portugal  | 4u22'10" |
| Brons             | Martin Stosek        | Tsjechië  | 4u22'25" |
| 4e                | Juri Ragnoli         | Italië    | 4u24'42" |
| 5e                | David Valero Serrano | Spanje    | 4u26'29" |
| 8e                | Frans Claes          | België    | 4u30'19" |
| 13e               | Jasper Ockeloen      | Nederland | 4u33'05" |
| 26e               | Sébastien Carabin    | België    | 4u53'12" |
| Volledige uitslag |                      |           |          |

### Vrouwen
| №                 | Naam              | Land        | Tijd     |
| ----------------- | ----------------- | ----------- | -------- |
| Goud              | Ramona Forchini   | Zwitserland | 3u41'18" |
| Zilver            | Maja Włoszczowska | Polen       | 3u42'19" |
| Brons             | Ariane Lüthi      | Zwitserland | 4u43'40" |
| 4e                | Robyn De Groot    | Zuid-Afrika | 3u44'09" |
| 5e                | Jana Belomoina    | Oekraïne    | 3u48'03" |
| Volledige uitslag |                   |             |          |

## Organisatie
De organisatie (Saalfelden Leogang Event GmbH) van de wereldkampioenschappen mountainbike in Leogang ontving een subsidie van € 250.000 vanuit de federale overheid van Oostenrijk, in het kader van een subsidieregeling voor grote sportevenementen.
Edities

1990 · 
1991 · 
1992 · 
1993 · 
1994 · 
1995 · 
1996 · 
1997 · 
1998 · 
1999 · 
2000 · 
2001 · 
2002 · 
2003 · 
2004 · 
2005 · 
2006 · 
2007 · 
2008 · 
2009 · 
2010 · 
2011 · 
2012 · 
2013 · 
2014 · 
2015 · 
2016 · 
2017 · 
2018 · 
2019 · 
2020 · 
2021 · 
2022 · 
2023

Onderdelen

Cross-country · 
cross-country elektrisch ondersteund · 
cross-country shorttrack · 
cross-country eliminator · 
gemengde aflossing · 
downhill · 
4-cross · 
trials

Zie ook: Wereldkampioenschappen MTB-marathon